# Convoi QP 1
Le convoi QP 1 est le nom de code d'un convoi allié durant la Seconde Guerre mondiale. Il fait partie d'une série de convois destinés à ramener les navires alliés des ports soviétiques du nord vers les ports britanniques, donc dans le sens "Retour". Les Alliés cherchaient à ravitailler l'URSS (donc dans le sens "aller") qui combattait leur ennemi commun, le Troisième Reich. Les convois de l'Arctique, organisés de 1941 à 1945, avaient pour destination le port d'Arkhangelsk, l'été, et Mourmansk, l'hiver, via l'Islande et l'océan Arctique, effectuant un voyage périlleux dans des eaux parmi les plus hostiles du monde tant du point de vue climatique que militaire.
Il part de Arkhangelsk en URSS le 28 septembre 1941 à destination de Scapa Flow en Écosse qu'il atteint le 9 octobre 1941.

## Composition du convoi
Ce convoi est constitué de quatorze cargos britanniques et russes dont
- Royaume-Uni : Esneh, Lancastrian Prince, Llanstephan Castle, New Westminster City, Trehata et Wanstead

| Non                         | Nationalité      | Tonnage (GRT) | Notes                                     |
| --------------------------- | ---------------- | ------------- | ----------------------------------------- |
| RFA Black Ranger (A163)     | Royaume-Uni      | 8 402         | Pétrolier ravitailleur; 4 octobre du PQ 1 |
| Alchiba (1920)              | Pays-Bas         | 4 427         |                                           |
| Alma Ata (1920)             | Union soviétique | 3 611         |                                           |
| Black Ranger (1941)         | Royaume-Uni      | 3 417         |                                           |
| Budenni (1923)              | Union soviétique | 2 482         |                                           |
| Esneh (1919)                | Royaume-Uni      | 1 931         |                                           |
| Lancastrian Prince (1940)   | Royaume-Uni      | 1 914         |                                           |
| Llanstephan Castle (1914)   | Royaume-Uni      | 11 348        | Navire Commodore                          |
| Mossovet (1935)             | Union soviétique | 2 981         | Décrocheur ; arrivé à bon port            |
| New Westminster City (1929) | Royaume-Uni      | 4 747         |                                           |
| Rodina (1922)               | Union soviétique | 4 441         |                                           |
| Sevzaples (1932)            | Union soviétique | 3 974         |                                           |
| Stary Bolshevik (1933)      | Union soviétique | 3 974         |                                           |
| Sukhona (1918)              | Union soviétique | 3 124         | Décrocheur ;arrivé à bon port             |
| Trehata (1928)              | Royaume-Uni      | 4 817         |                                           |

## L'escorte
L'escorte varie au cours de la traversée. Une escorte principale reste tout au long du voyage.

L'escorte comporte :
- le pétrolier : RFA Black Ranger qui avait pris part au convoi PQ 1.
- le croiseur lourd : HMS London
- quatre chasseurs de mines

| Nom                  | Nationalité | Type                       | Notes                                |
| -------------------- | ----------- | -------------------------- | ------------------------------------ |
| HMS Active (H14)     | Royal Navy  | Destroyer                  | Escorte du 28 septembre–5 octobre    |
| HMS Anthony (H40)    | Royal Navy  | Destroyer                  | Escorte du 4 octobre–9 octobre       |
| HMS Electra (H27)    | Royal Navy  | Destroyer                  | Escorte du 28 septembre–5 octobre    |
| HMS Halcyon (J42)    | Royal Navy  | Dragueur de mines          | Escorte du 28 septembre–30 septembre |
| HMT Hamlet (T167)    | Royal Navy  | Chalutier anti-sous-marins | Escorte du 28 septembre–10 octobre   |
| HMS Harrier (J71)    | Royal Navy  | Dragueur de mines          | Escorte du 28 septembre–30 septembre |
| HMS London (69)      | Royal Navy  | Croiseur                   | Escorte du 28 septembre–2 octobre    |
| HMT Macbeth (T138)   | Royal Navy  | Chalutier anti-sous-marins | Escorte du 28 septembre–10 octobre   |
| HMT Ophelia (T05)    | Royal Navy  | Chalutier anti-sous-marins | Escorte du 28 septembre–5 octobre    |
| HMS Salamander (J86) | Royal Navy  | Dragueur de mines          | Escorte du 28 septembre–30 septembre |
| HMS Shropshire (73)  | Royal Navy  | Croiseur                   | Escorte du 2 octobre–10 octobre      |

## Le voyage
Le convoi QP 1 quitte Arkhangelsk le 28 septembre 1941, accompagné de l'escorte locale qui revient à Arkhangelsk au bout de deux jours.
Le 2 octobre, le London se détache pour un transit rapide indépendant vers Scapa Flow et est remplacé par le croiseur Shropshire.
Le 4 octobre, le pétrolier Black Ranger rejoint le convoi escorté par le destroyer Anthony.
Le 5 octobre, le chalutier Ophelia connaît des problèmes mécaniques et est remorqué par le destroyer Active jusqu'en Islande. Deux cargos soviétiques (dont l'un, le Sukhona, avait plus de 20 ans et était surnommé "Smokey Joe" par l'équipage de l'Electra) ne parviennent pas à suivre et quittent le convoi ; ils arrivent tous deux sains et saufs après un voyage indépendant.
Le 8 octobre, des avions du porte-avions Victorious attaquent des navires et d'autres cibles le long de la côte du Vestfjord. Plusieurs navires sont touchés et, en l'absence de toute réponse de la Luftwaffe, tous les avions sont revenus sains et saufs.
Il n'y a eu aucune interférence des forces allemandes et le convoi QP 1 arrive à Scapa Flow sans dommage le 10 octobre,.